# 1-pirrolina-5-carbossilato deidrogenasi
La 1-pirrolina-5-carbossilato deidrogenasi è un enzima appartenente alla classe delle ossidoreduttasi, che catalizza la seguente reazione:
(S)-1-pirrolina-5-carbossilato + NAD+ + 2 H2O ⇄ L-glutammato + NADH + H+
L'enzima ossida altre 1-pirroline, ad esempio la 3-idrossi-1-pirrolina-5-carbossilato forma 4-idrossiglutamato. L'enzima converte anche la (R)-1-pirrolina-5-carbossilato in D-glutammato.